# Ex qua die
Ex qua die è un breve apostolico di papa Pio IX, pubblicato il 4 marzo 1853, con il quale fu restaurata la gerarchia cattolica nei Paesi Bassi.
Un primo tentativo di restaurare le diocesi nell'allora Regno Unito dei Paesi Bassi era stato fatto con il concordato del 1827, che prevedeva anche il ristabilimento della diocesi di 's-Hertogenbosch e l'istituzione di una diocesi ad Amsterdam, tuttavia, prima per l'opposizione protestante e liberale, poi per la rivoluzione belga del 1830, ciò non fu possibile.
L'introduzione nel 1848 nei Paesi Bassi di una costituzione liberale, che garantiva la libertà religiosa in tutto il regno, dette alla Chiesa cattolica le garanzie costituzionali per potersi riorganizzare e istituire una formale e canonica gerarchia ecclesiastica.

## La chiesa cattolica nei Paesi Bassi prima del 1853
Nel 1843 Propaganda Fide pubblicò una Notizia statistica delle Missioni cattoliche in tutto il mondo, la prima del suo genere. Secondo questa pubblicazione, in quell'anno, la chiesa cattolica nei Paesi Bassi era costituita da 5 circoscrizioni ecclesiastiche.
1. La Missione d'Olanda, dipendente direttamente dalla Congregazione di Propaganda Fide, con a capo l'incaricato d'affari vaticano presso il governo olandese, il futuro cardinale Innocenzo Ferrieri. La missione comprendeva oltre mezzo milione di cattolici, 406 tra parrocchie e stazioni missionarie, e oltre 650 sacerdoti. La missione era suddivisa in 7 arcipreture:[4]

- l'arcipretura di Olanda e Zelanda, che comprendeva, tra le altre, Amsterdam, Rotterdam, L'Aia, Leida. Haarlem e Middelburg;
- l'arcipretura di Utrecht;
- l'arcipretura di Gheldria, con sede principale a Arnhem;
- l'arcipretura di Twente;
- l'arcipretura di Salland e Drenthe, con sede principale a Zwolle;
- l'arcipretura della Frisia, con sede principale a Leeuwarden;
- l'arcipretura di Groninga.

1. Il vicariato apostolico di 's-Hertogenbosch, retto da Henricus den Dubbelden, vescovo titolare di Emmaus, comprendeva oltre 200.000 cattolici, 137 parrocchie, raggruppate in 9 decanati, e circa 240 sacerdoti.[5]
2. Il vicariato apostolico di Grave, retto da Joannes Zwijsen, vescovo titolare di Gera, comprendeva oltre 80.000 cattolici, 82 parrocchie, raggruppate in 4 decanati, e circa 130 sacerdoti.[6] In realtà questo vicariato apostolico di fatto non esisteva più già dal 1840, in parte annesso al vicariato apostolico del Limburgo e in parte sottoposto all'autorità dei vicari apostolici di 's-Hertogenbosch.[7][8]
3. Il vicariato apostolico di Breda, retto da Joannes van Hooydonk, vescovo titolare di Dardano, comprendeva oltre 110.000 cattolici, 75 parrocchie, raggruppate in 3 decanati, e 140 sacerdoti.[6]
4. Il vicariato apostolico del Limburgo, retto da Joannes Paredis, vescovo titolare di Irina, comprendeva quasi 180.000 cattolici, 136 parrocchie, raggruppate in 12 cantoni, e 320 sacerdoti.[6]

## I contenuti del breve apostolico
- Il papa ricorda innanzitutto che, «fin dal giorno in cui, per un imperscrutabile disegno della provvidenza divina, Noi fummo elevati alla Sede Apostolica, abbiamo messo tutto il nostro impegno e il nostro zelo ad assicurare la conservazione e la salute spirituale dei fedeli in Cristo». E dopo aver restaurato la gerarchia episcopale cattolica in Inghilterra e Galles con la Universalis Ecclesiae, il papa rivolge ora il suo sguardo sui Paesi Bassi, di cui ricostruisce, in poche righe, la storia, dalla prima evangelizzazione, attribuita a san Villibrordo, fino alla riforma del XVI secolo, quando nel paese esistevano l'arcidiocesi di Utrecht e le diocesi suffraganee di Haarlem, Deventer, Leeuwarden, Groninga e Middelburg.[9]
- Pio IX prosegue ricordando la crisi del XVI secolo, l'avvento del calvinismo, che rischiò di porre fine al cattolicesimo nei Paesi Bassi, e l'opera dei suoi predecessori per salvare la Chiesa cattolica in quel paese, a partire dalla nomina del primo vicario apostolico, Sasbout Vosmeer, arcivescovo titolare di Filippi.[10]
- La parte storica termina con la memoria dell'immediato predecessore, papa Gregorio XVI, e della sua opera per restaurare la gerarchia cattolica nei Paesi Bassi con l'erezione di diversi vicariati apostolici. Alcune trattative erano iniziate con il governo di quel paese nel 1841, ma i tempi non erano ancora maturi per risolvere la questione dei cattolici olandesi.[11]
- Ora però, cambiate le condizioni storiche, e introdotta una nuova costituzione, "riformata con giustizia e equità", Pio IX ritiene che sia giunto il momento di restaurare la gerarchia ecclesiastica nei Paesi Bassi e porre fine al regime straordinario dei vicari apostolici.[12]
- Per cui sono prese queste decisioni:[13]

1. è eretta nei Paesi Bassi una provincia ecclesiastica, costituita da 5 sedi: l'arcidiocesi di Utrecht, ricostituita nella sua dignità di sede metropolitana, e le diocesi suffraganee di Haarlem, 's-Hertogenbosch, Breda e Roermond;
2. l'arcidiocesi di Utrecht comprenderà la maggior parte della Missione d'Olanda, ossia le province di Utrecht, Groninga, Gheldria, Frisia e Drenthe;
3. la diocesi di Haarlem comprenderà le altre province civili della Missione d'Olanda, quelle di Olanda e Zelanda;
4. le diocesi di 's-Hertogenbosch e di Breda prenderanno il posto dei rispettivi vicariati apostolici, mentre la diocesi di Roermond sostituirà il vicariato apostolico del Limburgo.

- Le circoscrizioni ecclesiastiche olandesi sono sottomesse direttamente alla Congregazione di Propaganda Fide. Contestualmente il pontefice annulla tutte le decisioni e regolamenti speciali che erano stati approvati in passato per la gestione della vita dei cattolici nei Paesi Bassi all'epoca delle persecuzioni.[14]

## La reazione al breve
Negli ambienti protestanti, a parte le dichiarazioni negative del papa nei confronti di Giovanni Calvino, non fu apprezzato il fatto che si fosse pensato di ristabilire la sede della provincia ecclesiastica a Utrecht, che dal 1559 era considerata una roccaforte del calvinismo. Fu in quella città che ebbe inizio il cosiddetto "movimento di aprile" (in lingua olandese Aprilbeweging), un ampio movimento di protesta contro l'arrivo dei vescovi cattolici. La petizione di questo movimento sarebbe stata infine firmata da cinquantamila olandesi. Il breve pontificio portò anche a canti di protesta, in parte sulle note dell'inno nazionale ufficiale dell'epoca.
Sebbene il re Guglielmo III non nascondesse la sua simpatia per il movimento di aprile, che portò alla caduta del primo ministro Johan Rudolph Thorbecke, la gerarchia episcopale cattolica nei Paesi Bassi fu restaurata interamente in conformità al breve papale.
La restaurazione della gerarchia cattolica nei Paesi Bassi provocò anche una dura e formale protesta da parte dei vescovi della Chiesa vetero-cattolica olandese, che si ritenevano canonicamente i legittimi occupanti delle sedi di Utrecht e di Haarlem.